# Ziad Khalaf Raja al-Karbouly
Ziad Khalaf Raja al-Karbouly (Al-Kaim, Al Anbar, Jordania, 4 de febrero de 2015) fue un islamista y oficial de Irak.

## Arresto y juicio
Fue capturado en mayo de 2006, y acusado de ser el asistente de al-Zargawi, negando esas acusaciones. Karbouly le dijo al tribunal que era "inocente". Le dijo al tribunal que había sido secuestrado del Líbano el 6 de mayo de 2006.
El 23 de mayo de 2006, admitió que fue miembro de Al Qaeda en Irak junto a Abu Musab al Zarqaui, y que había secuestrado y asesinado a ciudadanos de Jordania, incluyendo camioneros.
Fue juzgado por haber participado con el grupo terrorista Estado Islámico en el asesinato del piloto jordano Muath al-Kasasbeh (26), quemado vivo en Al Raqa (Siria) el 3 de enero de 2015.
Karbouly fue sentenciado a muerte y, junto a Sajida Mubarak Atrous al-Rishawi, fue ahorcado el 4 de febrero de 2015.